# Heeresmusikkorps Neubrandenburg
Das Heeresmusikkorps Neubrandenburg (HMusKorps Neubrandenburg), bis 30. September 2013 Wehrbereichsmusikkorps I (WBMusKorps I) am Standort Neubrandenburg ist ein Musikkorps der Bundeswehr.

## Aufgaben
Das Heeresmusikkorps Neubrandenburg musiziert im Rahmen des protokollarischen Dienstes, bei truppendienstlichen Anlässen und zur Betreuung der Truppe.
Als „klingender Botschafter“ des Bundeslandes Mecklenburg-Vorpommern und der Stadt Neubrandenburg tritt das Musikkorps darüber hinaus im Rahmen der Öffentlichkeitsarbeit national sowie international auf.

## Geschichte
Das Heeresmusikkorps Neubrandenburg wurde am 1. April 1991 unter der Bezeichnung Heeresmusikkorps 80 in Neubrandenburg aufgestellt.
Vom 1. Juli 1994 bis 1. Mai 2008 war es das Musikkorps der 14. Panzergrenadierdivision „HANSE“ im Organisationsbereich Heer und trug den Namen Heeresmusikkorps 14.
Nach deren Auflösung wurde das Musikkorps am 2. Mai 2008 in Wehrbereichsmusikkorps I umbenannt, dem Wehrbereichskommando I Küste in Kiel unterstellt und gehört seitdem dem Organisationsbereich Streitkräftebasis an.
Im Rahmen der Neuausrichtung der Bundeswehr wurde das Wehrbereichsmusikkorps I ab dem 1. April 2012 dem Zentrum Militärmusik der Bundeswehr in Bonn unterstellt und am 1. Oktober 2013 in Heeresmusikkorps Neubrandenburg umbenannt.

## Leitung
Die bisherigen Leiter des Heeresmusikkorps Neubrandenburg waren:
| Zeitraum  | Dienstgrad     | Name                    |
| --------- | -------------- | ----------------------- |
| 1991–1993 | Hauptmann      | Norbert Balow           |
| 1993–1996 | Major          | Lutz Bammler            |
| 1996–2001 | Oberstleutnant | Wolfgang Helm           |
| 2001–2010 | Oberstleutnant | Karl Kriner             |
| 2010–2014 | Oberstleutnant | Alexandra Schütz-Knospe |
| seit 2014 | Oberstleutnant | Christian Prchal        |